# La resa di Granada
La resa di Granada è un'opera del 1882 del pittore spagnolo Francisco Pradilla che si trova nella Sala delle Conferenze del Palazzo del Senato spagnolo.
Si tratta di un grande olio su tela (3,3 metri di altezza per 5,5 di larghezza) che raffigura la resa di Boabdil, ultimo sultano di Granada, a Ferdinando d'Aragona e Isabella di Castiglia avvenuta il 2 gennaio 1492, data che segna la fine della Reconquista.

## Commissione
Dopo il successo del suo dipinto Doña Juana la Loca, che aveva ricevuto riconoscimenti all'Esposizione Nazionale di Belle Arti del 1878 e alla sezione spagnola dell'Esposizione Universale di Parigi dello stesso anno, il Senato spagnolo incaricò Pradilla di riprodurre la presa di Granada da parte dei Re Cattolici al termine della Reconquista.
Il dipinto non ebbe lo stesso successo del precedente dedicato a Giovanna la Pazza, ma fu comunque uno dei più grandi successi di Pradilla e il suo vasto successo di pubblico gli valse la fama anche oltre i confini della Spagna. il dipinto venne presentato prima a Roma, dove Padilla era a capo dell'Accademia di Spagna, e successivamente al Senato, dove Alfonso XII si recò a vedere l'opera.
Una volta terminato il dipinto, Alfonso XII assegnò a Pradilla la Gran Croce dell'Ordine di Isabella la Cattolica e il Senato pagò al pittore 50.000 pesetas, il doppio della cifra inizialmente pattuita.

## Il dipinto
Il dipinto mostra il momento della consegna delle chiavi della città di Granada da parte dell'emiro Boabdil ai Re cattolici di Spagna, con il gruppo dei cristiani è raffigurato sul lato destro.

Leggermente a sinistra del centro c'è un varco rispetto al gruppo dei musulmani e la separazione è rafforzata da una traccia di ruote sul sentiero che enfatizza anche la prospettiva.

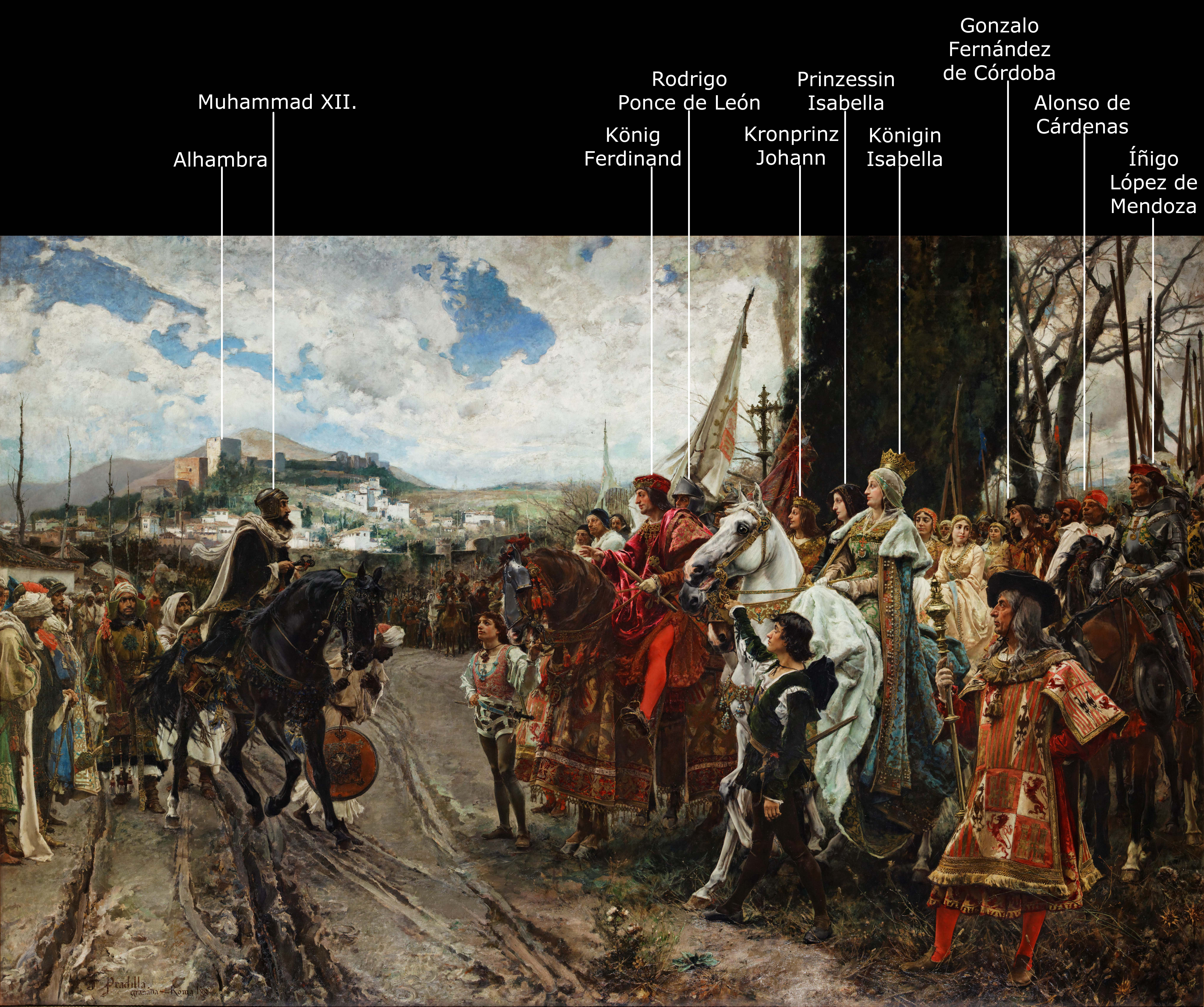
Personaggi raffigurati nel dipinto.

L'emiro Boabdil ed il suo seguito sono invece raffigurati un po' più indietro nella prospettiva, che fa sì che le persone risultino più piccole, con l'emiro che è il solo a cavallo e tiene nella mano destra le chiavi della città.
Grazie alla sua posizione in primo piano, ai colori chiari dei suoi vestiti, che risaltano fortemente sullo sfondo scuro costituito da cipressi, e al bianco del suo cavallo, la regina attira l'attenzione. È vestita con un abito di broccato verde chiaro e oro e indossa un mantello di broccato azzurro con colletto di ermellino bianco. La corona della regina è la stessa che si conserva ancora oggi a Granada. Il re è vestito interamente di rosso, indossa un mantello veneziano di velluto rosso, calze rosse e un berretto rosso collegato ad una corona e ha la mano aperta per ricevere le chiavi.
Oltre alla coppia reale si possono riconoscere i loro due figli maggiori: il principe ereditario Giovanni e l'infanta Isabella, vestita a lutto per la morte del marito l'Infante del Portogallo Alfonso. Sempre nel gruppo dei cristiani, oltre ai reali, si vedono alcune dame di corte e personaggi che hanno avuto un ruolo nella conquista del regno di Granada come Ponce de León, Alonso de Cárdenas, Gonzalo Fernández de Córdoba e Iñigo López de Mendoza.
Sullo sfondo dell'immagine si vedono le mura della città, degli edifici bianchi e il castello dell'Alhambra.